# Eoneureclipsis varsikiyja
Eoneureclipsis varsikiyja är en nattsländeart som beskrevs av Schmid 1972. Eoneureclipsis varsikiyja ingår i släktet Eoneureclipsis och familjen fångstnätnattsländor. Inga underarter finns listade i Catalogue of Life.